# NGC 4936
NGC 4936 (również PGC 45174) – galaktyka eliptyczna (E), znajdująca się w gwiazdozbiorze Centaura. Odkrył ją John Herschel 6 maja 1834 roku. Jest to galaktyka z aktywnym jądrem typu LINER.